# Ranunculus undosus
Ranunculus undosus är en ranunkelväxtart som beskrevs av Ronald Melville. Ranunculus undosus ingår i släktet ranunkler, och familjen ranunkelväxter. Inga underarter finns listade i Catalogue of Life.